# Joventut Socialista Unificada de Catalunya
La Joventut Socialista Unificada de Catalunya - Joventut Comunista (en castellano: Juventud Socialista Unificada de Cataluña - Juventud Comunista), JSUC - Joventut Comunista, Joventut Comunista o simplemente JSUC, es una juventud política marxista-leninista, organización juvenil del Partit Socialista Unificat de Catalunya Viu (PSUC Viu) y refundada tras la desvinculación de este de la Joventut Comunista de Catalunya (JCC). Es la organización hermana de la Juventud Comunista (UJCE).

## Historia

### Fundación (2015)
En noviembre de 2015, el PSUC Viu, después de que meses antes su rama juvenil Joves Comunistes formara parte del proceso de unidad que llevó a la reaparición de la Joventut Comunista de Catalunya (conjuntamente con CJC - Joves Comunistes), fundó una secretaría de juventud llamada Joves del PSUC con los militantes que permanecieron en el PSUC Viu. Meses más tarde adoptará el nombre completo de Joventut Socialista Unificada de Catalunya - Joventut Comunista (abreviado JSUC - Joventut Comunista), en honor a las históricas JSUC y haciendo un juego de palabras con el nombre del propio partido "PSUC".
Su Congreso de fundación, bautizado como "VII Congreso", se celebró los días 28 y 29 de noviembre de 2015 en Barcelona, en el que se eligió a la barcelonesa Ester Pérez como Secretaria General.

### VIII Congreso (2017)
En marzo de 2017 tuvo lugar el VIII Congreso de la JSUC - Joventut Comunista bajo el lema "Una joventut per lluitar el present i guanyar el futur" (Una juventud para luchar el presente y ganar el futuro), en el que se destacó el crecimiento en cantidad de militantes y la mejora cualitativa de éstos. Además de la propia militancia, asistieron miembros del PSUC Viu, UJCE, JCC, JEV y el sindicato estudiantil AEP.
En el congreso se reelige a Ester Pérez como Secretaria General, aunque a los pocos meses se produciría un relevo por parte del valenciano afincado en Barcelona Rubén Pavia.

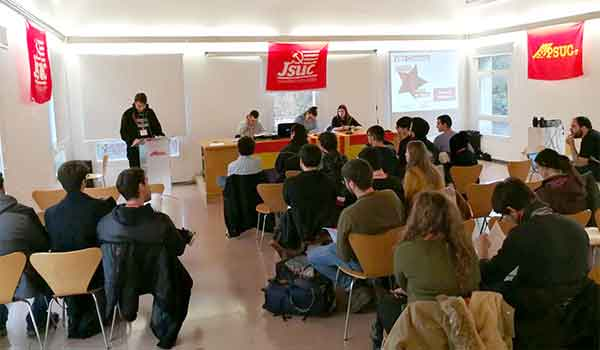
VIII Congreso de la JSUC - Joventut Comunista, en el que Ester Pérez fue reelegida Secretaria General.

### Referéndum de independencia de Cataluña
El referéndum de independencia de Cataluña de 2017, también conocido por el numerónimo 1-O, fue un referéndum de autodeterminación, constitucionalmente ilegal, convocado por el Gobierno de Cataluña, suspendido por el Tribunal Constitucional el 7 de septiembre de 2017 y finalmente celebrado de manera irregular en la comunidad autónoma española de Cataluña el 1 de octubre de 2017.
Ante estos hechos, la JSUC y el PSUC Viu hicieron público un comunicado firmado con el título El PSUC Viu por el derecho a la autodeterminación y contra la represión, en el que criticaron tanto la gestión del conflicto del Partido Popular (negando el diálogo y la negociación con el gobierno de Cataluña), como la convocatoria del referéndum de independencia (una convocatoria sin respaldo institucional, popular, ni internacional), y pidiendo la negociación entre los dos gobiernos para pactar un referéndum vinculante y evitar así la escalada de tensión que se estaba viviendo.

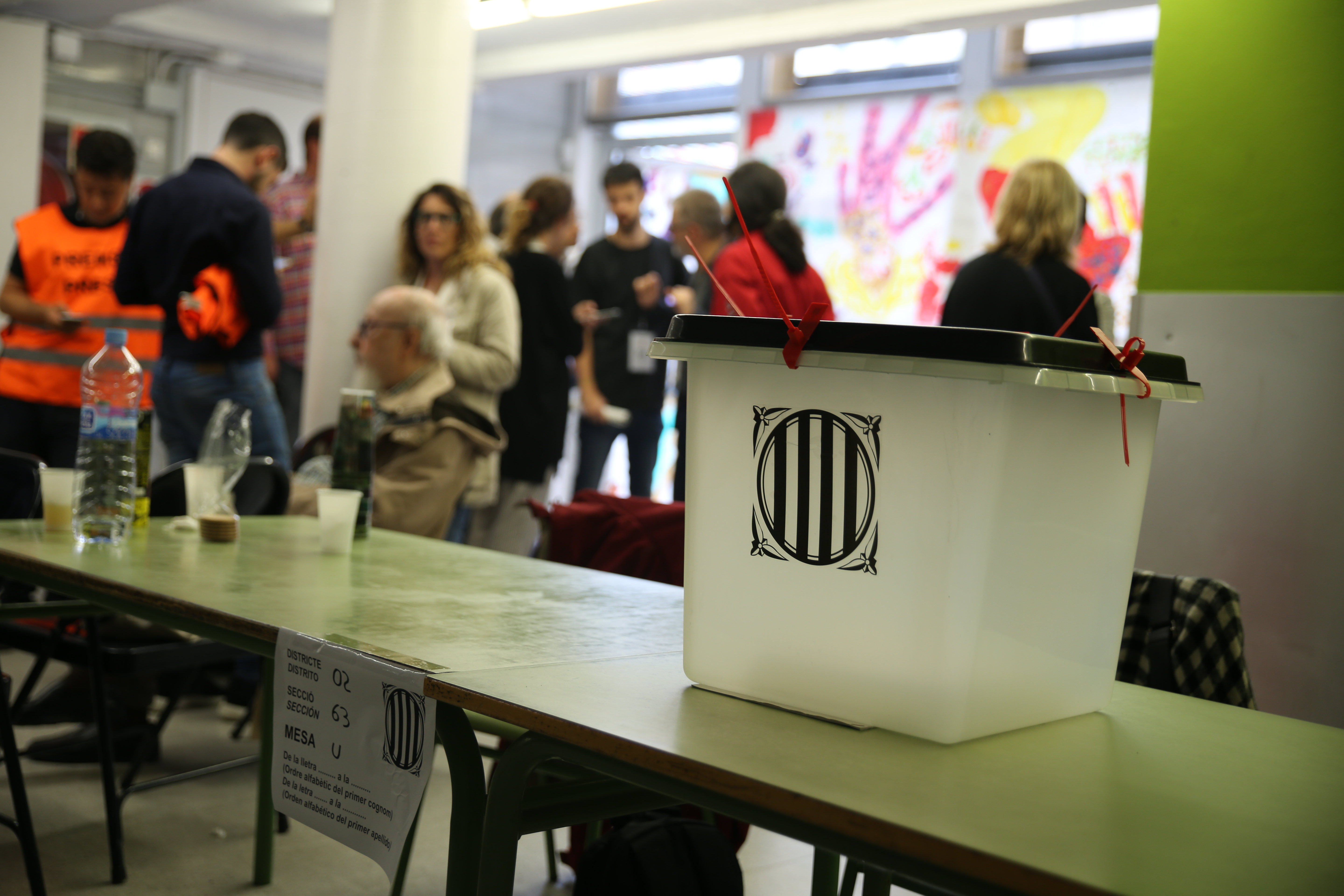
Fotografía de la urna usada en el referéndum, de plástico y con bridas para el cierre.

### Consolidación del 8-M y movilizaciones por los derechos sociales (2018)
En 2018, destaca la participación de la organización en el ya consolidado movimiento feminista internacional a través de las movilizaciones del 8 de marzo y el 25 de noviembre, además de la organización de su primera Escuela de Formación Feminista en colaboración con el Partido Comunista de España y Feminicidio.net. El 1 de diciembre, la JSUC - Joventut Comunista celebra su tercer aniversario como organización reconstruida.

### Fundación de Esquerra Unida Catalunya (2019)
El 8 de junio de 2019, Izquierda Unida aprobó romper relaciones con Esquerra Unida i Alternativa, su socio en Cataluña, tras conocer que miembros de EUiA habían puesto en marcha un proyecto político denominado Sobiranistes, que concurriría a las Elecciones generales de España de abril de 2019 en coalición con Esquerra Republicana de Catalunya bajo la denominación de Esquerra Republicana de Catalunya-Sobiranistes.
El 3 de julio de 2019, se celebró la Asamblea abierta de Esquerra Unida Catalunya con Alberto Garzón en San Adrián del Besós, Barcelona, con la intención de crear una nueva formación política. En dicha asamblea participó la JSUC y su partido, el PSUC Viu.

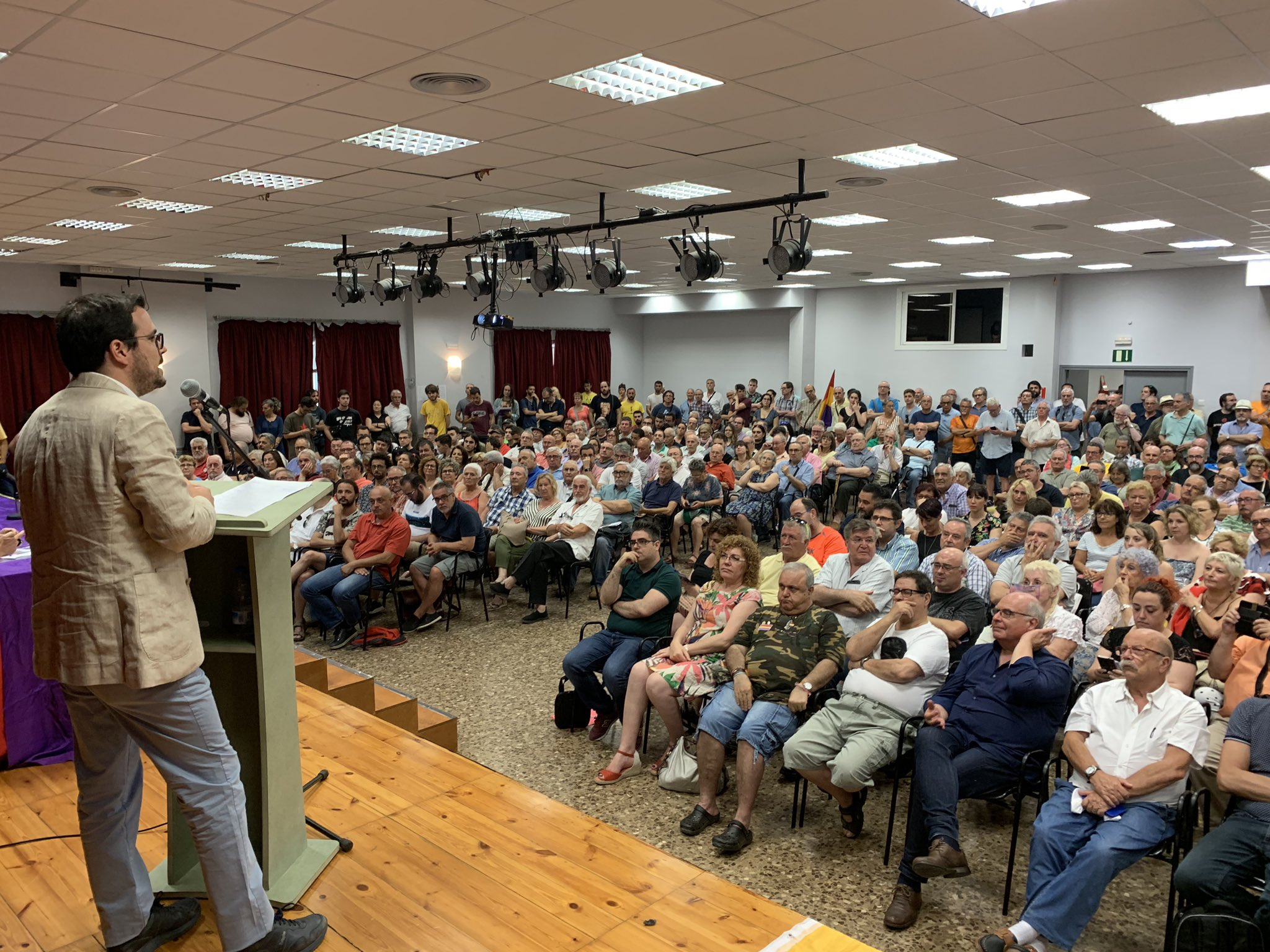
Asamblea de Esquerra Unida Catalunya, celebrada el 3 de julio de 2019 en San Adrián del Besós. En ella, Alberto Garzón y los militantes de EUCat.

Finalmente, el 29 de febrero de 2019, se realizó la Asamblea Fundacional de EUCat, con la participación de unas 500 personas, entre ellas varios militantes de la JSUC. En dicha asamblea asistieron unas 500 personas, entre ellas Joan Mena (diputado en el Congreso por En Comú Podem), Nuria Lozano, Alberto Garzón (coordinador federal de Izquierda Unida y ministro de Consumo), Eduard Navarro (Secretario General del PSUC Viu), Josep Montero (alcalde de Montornès del Vallès por Montornès en Comú) y más miembros destacados de IU y la antigua EUiA. En dicha asamblea, además de comprometerse con el proyecto de Catalunya en Comú y el proyecto federal de Izquierda Unida, escogieron un grupo promotor de 71 personas (en el que figuran varios miembros de la JSUC) y un núcleo coordinador de 18 personas. Además, Josep Montero fue escogido portavoz de la nueva formación política.
Así se constituyó oficialmente el nuevo referente catalán de IU.

### Pandemia global de enfermedad por coronavirus (2020)
Debido a la pandemia mundial de enfermedad por coronavirus y el estado de cuarentena en España, la actividad de la JSUC se vio muy reducida. Aun así, participaron en diversas movilizaciones, como las convocadas por los obreros de Nissan tras conocer que la empresa iba a cerrar las dos fábricas de Moncada y Reixach y San Andrés, despidiendo así a 25 000 trabajadores o en las manifestaciones del movimiento Black Lives Matter (en castellano: Las vidas negras importan), denunciando el racismo propio de las instituciones y cuerpos del estado de Cataluña y España.

### II Asamblea General, ruptura organizativa con la UJCE y escisiones (2022-2023)
El 27 de febrero de 2022, celebran una Asamblea General bajo el título "Modelos de lucha política y social" con los objetivos de plantear una estrategia y táctica claras y cohesionar a la organización con base en la priorización de frentes y espacios y la utilidad de participación en estos. En dicha asamblea gana la postura que aboga por la priorización de la lucha externa en los espacios de conflicto obrero respecto a quiénes abogaban por priorizar la lucha institucional, pero dicha asamblea queda anulada de manera fulminante por el PSUC Viu al considerar los debates "contrarios a sus documentos congresuales".
El 12 de octubre de 2022 la Unión de Juventudes Comunistas de España anuncia una presentación de su propio proyecto comunista en Cataluña para el 15 de octubre, en la que se celebra una Conferencia Nacional a la que asisten antiguos militantes de la JSUC. Días después se hace pública una carta interna donde dos colectivos de la organización anuncian su renuncia al proyecto político de la JSUC. Por ello, se crea la UJCE - Cataluña.
El 12 de abril de 2023 una organización autodenominada Joventut Socialista Unificada de Catalunya (marxista leninista) hace público un comunicado en el que anuncian que son un grupo de militantes de la JSUC que han decidido escindirse de la organización por supuestamente "abandonar los ideales del marxismo leninismo". La JSUC no emitió ningún comunicado al respecto.

## Estructura organizativa y frentes

### Secretarios generales y dirección
| Nombre                                       | Duración    |
| -------------------------------------------- | ----------- |
| Ester Pérez                                  | 2015 – 2017 |
| Rubén Pavia                                  | 2017 – 2019 |
| Dirección asumida por la Comisión Permanente | 2019 – 2022 |
| Rubén Paz                                    | 2022 –      |

El 1 de diciembre de 2019, en el marco de su Asamblea General Organizativa, la JSUC decide suspender de forma temporal la figura del/la secretario general. En su lugar, la dirección de la juventud es asumida completamente por su Comisión Permanente, conformada por las áreas Interna, Ideológica y Externa, además de otras responsabilidades menores. En el curso 2020-2021 cambia su modelo organizativo de áreas a secretarías, quedando conformadas de la siguiente manera:
- Secretaría de Organización y Finanzas
- Secretaría de Movimientos Sociales
- Secretaría de Comunicación, Agitación y Propaganda
- Secretaría de Formación
- Secretaría de Confluencias y Acción Política
- Secretaría de Feminismo y LGBT
- Secretaría de Movimiento Estudiantil
- Secretaría de Movimiento Obrero

En el curso 2022, la JSUC elige como Secretario General al gerundense Rubén Paz. Además, se decide recuperar el sistema de áreas.

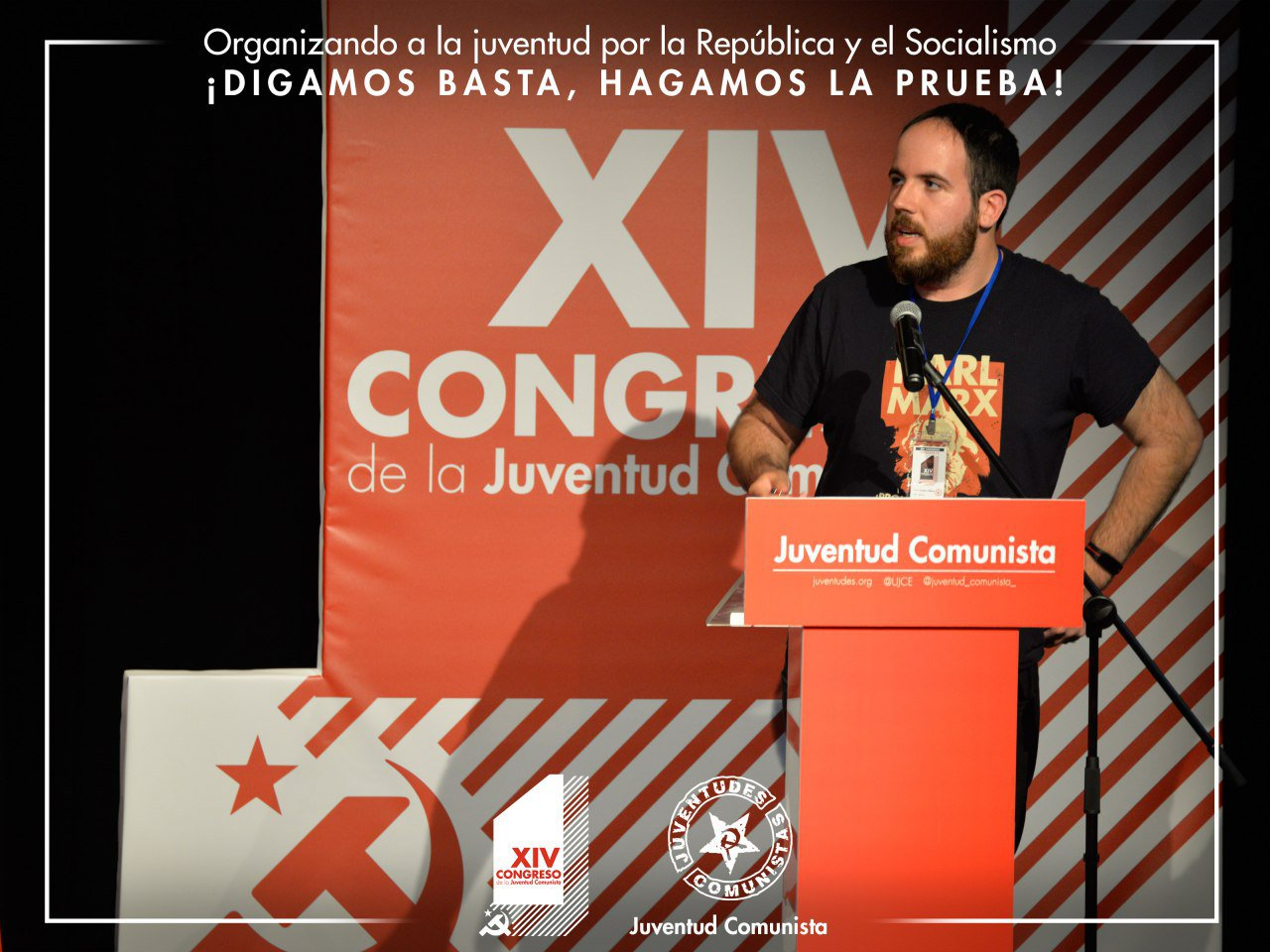
El exsecretario General de la JSUC - Joventut Comunista, Ruben Pavia, en el XIV Congreso de la UJCE.

### Órganos de expresión
Los militantes de la JSUC - Joventut Comunista tienen como órganos de expresión el Nou Treball, órgano PSUC Viu y el boletín Altaveu Comunista.

## Estatutos[32]

### Definición
La JSUC - Joventut Comunista se define como una organización política juvenil de clase, revolucionaria, democrática, feminista, republicana, catalanista, internacionalista, euroescéptica, laica e independiente que lucha por los derechos de la clase obrera y su juventud y que se organiza en Cataluña.

### Principios
Basa su análisis, propuesta y práctica política, en el materialismo histórico y dialéctico y en el socialismo científico. Tiene como principios el internacionalismo, la defensa del derecho a la autodeterminación de los pueblos, la preservación del medio ambiente y la lucha contra el cambio climático, la lucha contra el imperialismo, el fascismo, el patriarcado, la xenofobia, el racismo, la homofobia y cualquier otra forma de opresión del capitalismo sobre el ser humano.
La base ideológica de la JSUC - Joventut Comunista es el marxismo, haciendo suyas las aportaciones del pensamiento y la práctica revolucionaria, como instrumento de análisis y transformación de la realidad.

### Objetivos
Tiene como tarea fundamental trabajar para articular el movimiento juvenil, actuando entre la juventud trabajadora y estudiante con el objetivo de luchar por los derechos de la juventud, en la perspectiva de incorporarla a la lucha por la construcción de una sociedad comunista.

### Relación con el PSUC Viu
Es la organización juvenil del PSUC Viu, independiente y políticamente autónoma, dentro de la línea estratégica de su Partido en la elaboración de la cual participa aportando la perspectiva juvenil. Participa en todos los órganos del PSUC Viu a través del cupo que establecen los estatutos congresuales del partido.

### Modelo de estado, cultura y lengua
Es una organización revolucionaria, nacional y de clase, que se dirige a los jóvenes estudiantes o trabajadores de Cataluña. Defiende un modelo de estado federal, socialista y republicano que se fije como prioridad la satisfacción de las necesidades de sus ciudadanos, profundizando en la distribución equitativa de los ingresos y la redistribución y socialización de la riqueza en un marco de unidad y solidaridad. Así mismo, se fija como objetivo el uso y defensa de la cultura y la lengua catalana.

### Tradición
Se considera orgullosa y legítima heredera de la tradición y de la organización que encarnan las históricas Juventudes Socialistas Unificadas (JSU) y Joves Comunistes (JC).

#### Las JSUC históricas (1936 - 1970)

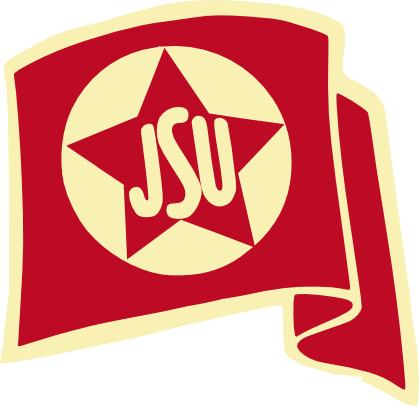
Logo de las históricas Juventudes Socialistas Unificadas.

Las Juventudes Socialistas Unificadas de Cataluña fueron la organización juvenil del Partido Socialista Unificado de Cataluña (PSUC), creadas el 12 de abril de 1936, poco antes del inicio de la guerra civil. Surgieron de la unión de las organizaciones juveniles de la Federación Catalana del PSOE, de Unió Socialista de Catalunya (USC), del Partit Català Proletari (PCP) y del Partido Comunista de Cataluña (PCC). Estas también estaban emparentadas con las Juventudes Socialistas Unificadas (JSU), que habían sido creadas en fechas recientes como una unión de las juventudes comunistas y socialistas en el resto de España.
Durante la guerra civil las JSUC jugaron un importante papel, tanto en las labores de la retaguardia como en el reclutamiento de voluntarios para el Ejército Popular de la República. El entonces secretario de las JSUC, Francisco Graells, falleció en Barcelona durante los combates que se desarrollaron en julio de 1936 contra los militares de la guarnición que se habían sublevado.
En el 1970 su papel dentro del PSUC fue asumido por la Joventut Comunista de Catalunya y en 2015 se funda la actual JSUC-Joventut Comunista, que reclama ser una "refundación" de la histórica organización.

### La JSUC y la UJCE
La JSUC reconocía a la UJCE como su referente político juvenil en el resto de España. Esta relación estaba sujeta a un protocolo de relaciones. La UJCE reconocía a la JSUC como su realidad afiliativa para la militancia que pasase a residir en Cataluña. A su vez, la militancia de la JSUC que pasase a residir en otra parte del Estado sería reconocida como militante de la UJCE.
Esta situación se truncó en 2022 cuando la UJCE, ante una serie de diferencias organizativas e ideológicas que se consideraban irreconciliables.
Después de la reestructuración de la UJCE en torno al proyecto político del Partido Comunista de España a partir de septiembre de 2023la JSUC y la UJCE retomaron relaciones y hasta el día de hoy mantienen su compromiso por la consecución del socialismo bajo el mismo proyecto.

## Congresos y Asambleas de la JSUC
- VII Congreso. 28 y 29 de noviembre de 2015.
- VIII Congreso. 24 y 25 de marzo de 2017. Una joventut per lluitar el present i guanyar el futur.
- I Asamblea General Organitzativa. 1 de diciembre de 2019.
- II Asamblea General. 27 de febrero de 2022. Models de lluita política i social.